# Bojan Cvjetićanin
Bojan Cvjetićanin (Lubiana, 6 gennaio 1999) è un musicista e attore sloveno.
Bojan è il cantante del gruppo rock Joker Out, che ha rappresentato la Slovenia all'Eurovision Song Contest 2023, dove si sono classificati al 21º posto. Come attore è apparso nella serie comica-drammatica slovena Gospod Profesor nel ruolo del musicista Luka. Nel 2023, è stato il protagonista del film Kaj pa Ester?.

## Biografia
Bojan Cvjetićanin è nato a Lubiana il 6 gennaio 1999 e ha origini serbe e bosniache, in quanto i suoi genitori della Bosnia ed Erzegovina si trasferirono in Slovenia durante le guerre degli anni '90. Bojan ha anche una sorella, Tijana.
Ha studiato al ginnasio di Poljana e, nel 2023, si è diplomato in sociologia alla Facoltà di scienze sociali di Lubiana.

## Carriera
I suoi esordi musicali risalgono alla quinta elementare, quando nel 2010 fonda con un amico il gruppo No name. Successivamente formò il gruppo Apokalipsa, i cui membri erano Cvjetićanin, Martin Jurkovič come bassista e Matic Kovačič come batterista. A loro si unirono i chitarristi Rok Molnar e Luka Škerlep. Si sono esibiti in varie scuole elementari e superiori, per poi concludere il loro percorso nel 2016.
Successivamente, al concerto di una band chiamata Bouržuazija, Cvjetićanin ha incontrato i chitarristi Kris Guštin e Jan Peteh, che si sono uniti a lui, Jurkovič e Kovačič a formare i Joker Out.